# Calycomyza opaca
Calycomyza opaca este o specie de muște din genul Calycomyza, familia Agromyzidae, descrisă de Zlobin în anul 1996. Conform Catalogue of Life specia Calycomyza opaca nu are subspecii cunoscute.